# Annapurna
A Annapurna é uma montanha do Himalaia, no Nepal. É a décima mais alta montanha da Terra. Foi a primeira montanha com mais de 8 000 metros de altitude a ser escalada. Annapurna é um nome sânscrito que significa deusa das colheitas. O pico I tem proeminência topográfica de 2 894 m e isolamento topográfico de 33,74 km.

## Picos
O Annapurna conta com diversos picos secundários:
- Annapurna I - 8 091 m;
- Annapurna II - 7 937 m;
- Annapurna III - 7 555 m;
- Annapurna IV - 7 525 m;
- Gangapurna - 7 455 m;
- Annapurna Sul - 7 219 m.

## Ascensões
Em 3 de Junho de 1950 Maurice Herzog e Louis Lachenal atingem o topo, uma expedição da qual participavam também Lionel Terray, Gaston Rébuffat, Marcel Schatz, Jean Couzy, Marcel Ichac, Jacques Oudot e Francis de Noyelle.
A face sul do Annapurna foi vencida pela primeira vez em 1970 por uma expedição britânica liderada por Chris Bonnington e que incluía o alpinista Ian Clough, que morreu durante a descida, atingido por um pilar de gelo desprendido da montanha.
Em 3 de fevereiro de 1987, Jerzy Kukuczka e Artur Hajzer, um alpinista polonês, fizeram a primeira ascensão durante o inverno.
O primeiro alpinista português a atingir o seu cume foi Gonçalo Velez em 23 de outubro de 1991. Foi a primeira montanha com mais de 8 000 m de altitude a ser atingida por um português, bem como foi a primeira vez que um português ascendeu a mais de 8 000 m. Também o montanhista João Garcia escalou com êxito esta montanha em abril de 2010, tendo assim completado a série das catorze montanhas mais altas que tem vindo a conquistar ao longo dos anos recentes.
É considerada como uma das montanhas mais perigosas, dada a alta taxa de mortalidade entre os que tentam escalá-la, com 191 ascensões e 61 mortes.

## Trekking
A região do Annapurna é célebre por suas possibilidades de trekking.